# Canal do Boi
Canal do Boi é uma emissora de televisão brasileira cuja grande parte de sua programação é destinada a leilões de animais, como bois, cabras e cavalos e também destina a programação para assuntos do agronegócio.
Faz parte da rede Sistema Brasileiro do Agronegócio, junto ao Agro Canal.

## História
Foi fundado em janeiro de 1995 em Campo Grande/MS (onde situa-se a sua sede atual), e teve três canais irmãos: o Agro Canal, o Novo Canal e o Conexão BR. É transmitido por satélite (parabólica e TV por Assinatura DTH), TV a cabo e via internet.